# Lân vỹ chân dài
Lân vỹ chân dài (danh kháp khoa học: Urobotrya longipes) là một loài thực vật có hoa trong họ Opiliaceae. Loài này được (Gagnep.) Hiepko miêu tả khoa học đầu tiên năm 1971.